# فايز السقا
فايز السقا (15 اكتوبر 1951-) هو سياسي فلسطيني من بيت لحم، درس المرحلة الأساسية فيها وتخرج من الثانوية العامة عام 1970. حاصل على درجة البكالوريوس في الهندسة الجيولوجية عام 1985 من إحدى الجامعات في مدريد. عمل مفوضاً سياسياً في بيت لحم بين الأعوام (1995- 1999). انتخب نائب لحركة فتح في المجلس التشريعي في انتخابات عام 2006.

## حياته السياسية
انتسب فايز انطون السقا لحركة فتح عندما كان طالب في إسبانيا، ومارس فيها أنشطة طلابية وطنية لفلسطين مع مجموعة من الطلاب في إسبانيا، وبدأ بالعمل الوطني بشكل رسمي في حركة فتح عام 1985، وتم تكليفه بمهمات وطنية في دول عربية وأوروبية، ثم عاد إلى فلسطين عام 1995. يعتبر السقا أن النضال الفلسطيني يمر بظروف صعبة وكذلك القضية الفلسطينية على الصعيد الدولي والإقليمي، وأنها أصبحت مهمشة عربياً، ويرى أن الإنقسام الفلسطيني هو مؤامرة خارجية من أجل إضعاف القوى الوطنية الفلسطينية. ويدعو السقا إلى اشتراك كافة القوى والفصائل الفلسطينية في منظمة التحرير والسلطة بما فيها الحركات الإسلامية، ضمن وحدة وطنية شاملة، مع الأخذ بعين الإعتبار إمكانات المرحلة ومعطياتها، وأن تجتمع القوى الفلسطينية ضمن إطار منظمة التحرير الفلسطينية التي تمثل كافة الفلسطينيين في الداخل والشتات.